# Osmolalność
Osmolalność – stężenie substancji rozpuszczonej w roztworze, wyrażone jako liczba moli substancji czynnych osmotycznie (osmoli, Osm) rozpuszczonych w jednym kilogramie rozpuszczalnika (wody). Osmolalność wszystkich płynów ustrojowych organizmu w stanie fizjologicznym jest jednakowa (prawo izoosmolalności) i mieści się w przedziale 280–295 mOsm/kg H2O, przeciętnie 290 mOsm/kg H2O. W odróżnieniu od osmolalności, osmolarność to liczba moli substancji osmotycznie czynnych w 1 litrze roztworu.
Osmolalność zależy od stężenia i aktywności cząsteczek substancji rozpuszczonych w wodzie oraz stężenia i aktywności cząsteczek wody. Osmolalność nie zależy jednak od masy cząsteczkowej ani od ładunku cząsteczki.

## Definicje

### Osmolalność całkowita obliczona i efektywna
Osmolalność całkowita odnosi się do ilości wszystkich substancji, wyrażonych w molach, rozpuszczonych w 1 kilogramie wody przestrzeni pozakomórkowej. Wielkość ta nie decyduje jednak o tym, jak płyny ustrojowe przemieszczają się między przestrzeniami ciała. Tym czynnikiem jest osmolalność efektywna, czyli tylko ta mająca wpływ na ruch wody przez błony komórkowe. Płyny o osmolalności efektywnej mniejszej niż fizjologiczna określa się jako hipotoniczne, a o większej, jako hipertoniczne. 
Osmolalność całkowitą można w przybliżeniu obliczyć, znając wartości stężenia sodu, mocznika i glukozy (w mmol/l) wg wzoru:
- osmolalność całkowita obliczona [mOsm/kg H2O] = 2 × [Na+] + [glukoza] + [mocznik]

Osmolalność efektywna surowicy jest w głównej mierze zależna od chlorku sodu, który nie przenika swobodnie przez błony komórkowe. Z tego względu we wzorze nie uwzględnia się mocznika, który swobodnie przechodzi przez błony komórkowe:
- osmolalność efektywna [mOsm/kg H2O] = 2 × [Na+] + [glukoza]

### Osmolalność zmierzona
Osmolalność może być zmierzona za pomocą przyrządu zwanego osmometrem, który porównuje zmiany właściwości fizykochemicznych roztworów, zależnie od rozpuszczonych substancji osmotycznie czynne. Najczęściej wykonywany jest pomiar temperatury krzepnięcia, rzadziej temperatury wrzenia. Obniżenie temperatury zamarzania o 1,86 °C jest równoważne jednemu osmolowi aktywności osmotycznej na kilogram wody.
Różnica między osmolalnością zmierzoną a całkowitą obliczoną nazywana jest luką osmotyczną i prawidłowo wynosi poniżej 10 mOsm/kg H2O.

## Zaburzenia osmolalności
Zaburzenia osmolalności mogą pojawić się w następujących sytuacjach klinicznych:
- wzrost osmolalności: odwodnienie, moczówka prosta, hiperglikemia, hipernatremia, spożycie metanolu lub glikolu etylenowego, martwica kanalików nerkowych, udar cieplny, mocznica
- spadek osmolalności: przewodnienie, hiponatremia, zespół paraneoplastyczny, zespół Schwartza-Barttera.